# Сальвадор на летних Олимпийских играх 2016
Сальвадор на летних Олимпийских играх 2016 года был представлен 8 спортсменами в 6 видах спорта. Знаменосцем сборной Сальвадора на церемонии открытия Игр стала стрелок Лилиан Кастро, а на церемонии закрытия — яхтсмен Энрике Аратун, который выступал в классе «Лазер», где показал 24-й результат. По итогам соревнований сборная Сальвадора, принимавшая участие в своих одиннадцатых летних Олимпийских играх, вновь осталась без медалей.

## Состав сборной
Дзюдо
1. Хуан Диего Турсиос

 Лёгкая атлетика
1. Луис Лопес
2. Есения Миранда

 Парусный спорт
1. Энрике Аратун

 Плавание
1. Марсело Акоста
2. Ребекка Кинтерос

 Стрельба
1. Лилиан Кастро

## Результаты соревнований

### Водные виды спорта

#### Плавание
В следующий раунд на каждой дистанции проходят спортсмены, показавшие лучший результат, независимо от места, занятого в своём заплыве.
Мужчины
| Дистанция                  | Спортсмены     | Предварительный раунд | Предварительный раунд | Предварительный раунд | Полуфинал            | Полуфинал            | Полуфинал            | Финал                | Финал                |
| Дистанция                  | Спортсмены     | Заплыв                | Результат             | Место                 | Заплыв               | Результат            | Место                | Результат            | Место                |
| -------------------------- | -------------- | --------------------- | --------------------- | --------------------- | -------------------- | -------------------- | -------------------- | -------------------- | -------------------- |
| 200 метров вольным стилем  | Марсело Акоста | 1                     | 1:51,46               | 43                    | Завершил выступление | Завершил выступление | Завершил выступление | Завершил выступление | Завершил выступление |
| 400 метров вольным стилем  | Марсело Акоста | 3                     | 3:48,82               | 22                    | Не проводится        | Не проводится        | Не проводится        | Завершил выступление | Завершил выступление |
| 1500 метров вольным стилем | Марсело Акоста |                       |                       |                       | Не проводится        | Не проводится        | Не проводится        |                      |                      |

Женщины
| Дистанция                 | Спортсмены       | Предварительный раунд | Предварительный раунд | Предварительный раунд | Полуфинал     | Полуфинал     | Полуфинал     | Финал                 | Финал                 |
| Дистанция                 | Спортсмены       | Заплыв                | Результат             | Место                 | Заплыв        | Результат     | Место         | Результат             | Место                 |
| ------------------------- | ---------------- | --------------------- | --------------------- | --------------------- | ------------- | ------------- | ------------- | --------------------- | --------------------- |
| 400 метров вольным стилем | Ребекка Кинтерос | 1                     | 4:52,11               | 32                    | Не проводится | Не проводится | Не проводится | Завершила выступление | Завершила выступление |

### Дзюдо
Соревнования по дзюдо проводились по системе с выбыванием. В утешительные раунды попадали спортсмены, проигравшие полуфиналистам турнира. Два спортсмена, одержавших победу в утешительном раунде, в поединке за бронзу сражались с дзюдоистами, проигравшими в полуфинале.
Мужчины
| Категория | Спортсмены         | 1/32 финала        | 1/16 финала                | 1/8 финала                   | Четвертьфинал        | Полуфинал            | Финал                | Место |
| Категория | Спортсмены         | Соперник Результат | Соперник Результат         | Соперник Результат           | Соперник Результат   | Соперник Результат   | Соперник Результат   | Место |
| --------- | ------------------ | ------------------ | -------------------------- | ---------------------------- | -------------------- | -------------------- | -------------------- | ----- |
| до 81 кг  | Хуан Диего Турсиос | не участвовал      | GREР. Мустопулос В 100:000 | GEOА. Чрикишвили П 000s2:000 | завершил выступление | завершил выступление | завершил выступление | 9     |

### Лёгкая атлетика
Мужчины
Шоссейные дисциплины
| Дисциплина              | Спортсмен  | Время | Место | Отставание |
| ----------------------- | ---------- | ----- | ----- | ---------- |
| ходьба на 50 километров | Луис Лопес |       |       |            |

Женщины
Шоссейные дисциплины
| Дисциплина              | Спортсменка    | Время | Место | Отставание |
| ----------------------- | -------------- | ----- | ----- | ---------- |
| ходьба на 20 километров | Есения Миранда |       |       |            |

### Парусный спорт
Соревнования по парусному спорту в каждом из классов состояли из 10 гонок, за исключением класса 49-й, где проводилось 12 заездов. В каждой гонке спортсмены начинали заплыв с общего старта. Победителем каждой из гонок становился экипаж, первым пересекший финишную черту. Количество очков, идущих в общий зачёт, соответствовало занятому командой месту. 10 лучших экипажей по результатам 10 заплывов попадали в медальную гонку, результаты которой также шли в общий зачёт. В медальной гонке, очки, полученные экипажем удваивались. В случае если участник соревнований не смог завершить гонку ему начислялось количество очков, равное количеству участников плюс один. При итоговом подсчёте очков не учитывался худший результат, показанный экипажем в одной из гонок. Сборная, набравшая наименьшее количество очков, становится олимпийским чемпионом.
Мужчины
| Класс | Спортсмены    | Гонка | Гонка | Гонка | Гонка | Гонка | Гонка | Гонка | Гонка | Гонка | Гонка | Гонка         | Гонка         | Гонка | Очки | Место |
| Класс | Спортсмены    | 1     | 2     | 3     | 4     | 5     | 6     | 7     | 8     | 9     | 10    | 11            | 12            | M     | Очки | Место |
| ----- | ------------- | ----- | ----- | ----- | ----- | ----- | ----- | ----- | ----- | ----- | ----- | ------------- | ------------- | ----- | ---- | ----- |
| Лазер | Энрике Аратун |       |       |       |       |       |       |       |       |       |       | Не проводится | Не проводится |       |      |       |

### Стрельба
В январе 2013 года международная федерация спортивной стрельбы приняла новые правила проведения соревнований на 2013—2016 года, которые, в частности, изменили порядок проведения финалов. Во многих дисциплинах спортсмены, прошедшие в финал, теперь начинают решающий раунд без очков, набранных в квалификации, а финал проходит по системе с выбыванием. Также в финалах после каждого раунда стрельбы из дальнейшей борьбы выбывает спортсмен с наименьшим количеством баллов. В скоростном пистолете решающие поединки проходят по системе попал-промах. В стендовой стрельбе добавился полуфинальный раунд, где определяются по два участника финального матча и поединка за третье место..
Женщины
| Соревнование                       | Спортсмены    | Квалификация | Квалификация | Полуфинал     | Полуфинал     | Финал                 | Финал                 |
| Соревнование                       | Спортсмены    | Результат    | Место        | Результат     | Место         | Соперник/ Результат   | Место                 |
| ---------------------------------- | ------------- | ------------ | ------------ | ------------- | ------------- | --------------------- | --------------------- |
| пневматический пистолет, 10 метров | Лилиан Кастро | 366          | 44           | Не проводится | Не проводится | Завершила выступление | Завершила выступление |

### Тяжёлая атлетика
Каждый НОК самостоятельно выбирает категорию в которой выступит её тяжелоатлет. В рамках соревнований проводятся два упражнения — рывок и толчок. В каждом из упражнений спортсмену даётся 3 попытки. Победитель определяется по сумме двух упражнений. При равенстве результатов победа присуждается спортсмену, с меньшим собственным весом.
Мужчины
| Категория | Спортсмены            | Вес   | Рывок | Рывок | Рывок | Толчок | Толчок | Толчок | Всего | Место |
| Категория | Спортсмены            | Вес   | 1     | 2     | 3     | 1      | 2      | 3      | Всего | Место |
| --------- | --------------------- | ----- | ----- | ----- | ----- | ------ | ------ | ------ | ----- | ----- |
| до 62 кг  | Хулио Сесар Саламанка | 62,00 | 115   | 120   | 120   | 150    | 155    | 155    | 275   | 10    |